# 岩尾保次
岩尾 保次（いわお やすじ、1951年2月8日 - ）は、テレビ大分の常務取締役、放送技術局長。元同局のアナウンサーである。
大分県別府市出身。立教大学卒業後、1974年4月1日にテレビ大分に入社。アナウンサー時代には長年夕方のニュース番組のキャスターを務めていたが、2001年9月をもって降板した。

## アナウンサー時代の担当番組
- TOSニュース
- ANNニュース
- ANNニュースライナー（大分ローカル担当）
- ニュースインおおいた
- TOSザ・ヒューマン（週末）
- TOSスーパーニュース[3]（週末）